# Жилінська Кіра Сергіївна
Кіра Жилінська (нар. 1922 Санкт-Петербург — 1990 Чернівці) — радянська російська історикиня, кандидат історичних наук, дослідниця історії стародавнього світу, ґрунтовний спеціаліст історії Греції зокрема питання опозиції у війську Олександра Македонського.

## Біографія
Народилась 1922 року в місті Санкт-Петербург. Пережила блокаду Ленінграду під час радянсько-німецької війни. Закінчила Ленінградський університет та аспірантуру цього вузу. В 1949 році розпочала роботу на історичному факультету Чернівецького університету. Читала курси «Історія Римської республіки», та Латинська епіграфіка. В 1966 році захистила дисертацію на тему: Опозиція у війську Олександра Македонського. Працювала до 1990 року. Померла 1990 року в місті Чернівці похована на Центральному кладовищі